# BMW・E46
BMW・E46は、ドイツの自動車メーカーであるBMWが開発した中型乗用車「3シリーズ」のうち、1998年から2006年にかけて製造・販売されていた4代目モデルを指すコードネームである。

## 概要

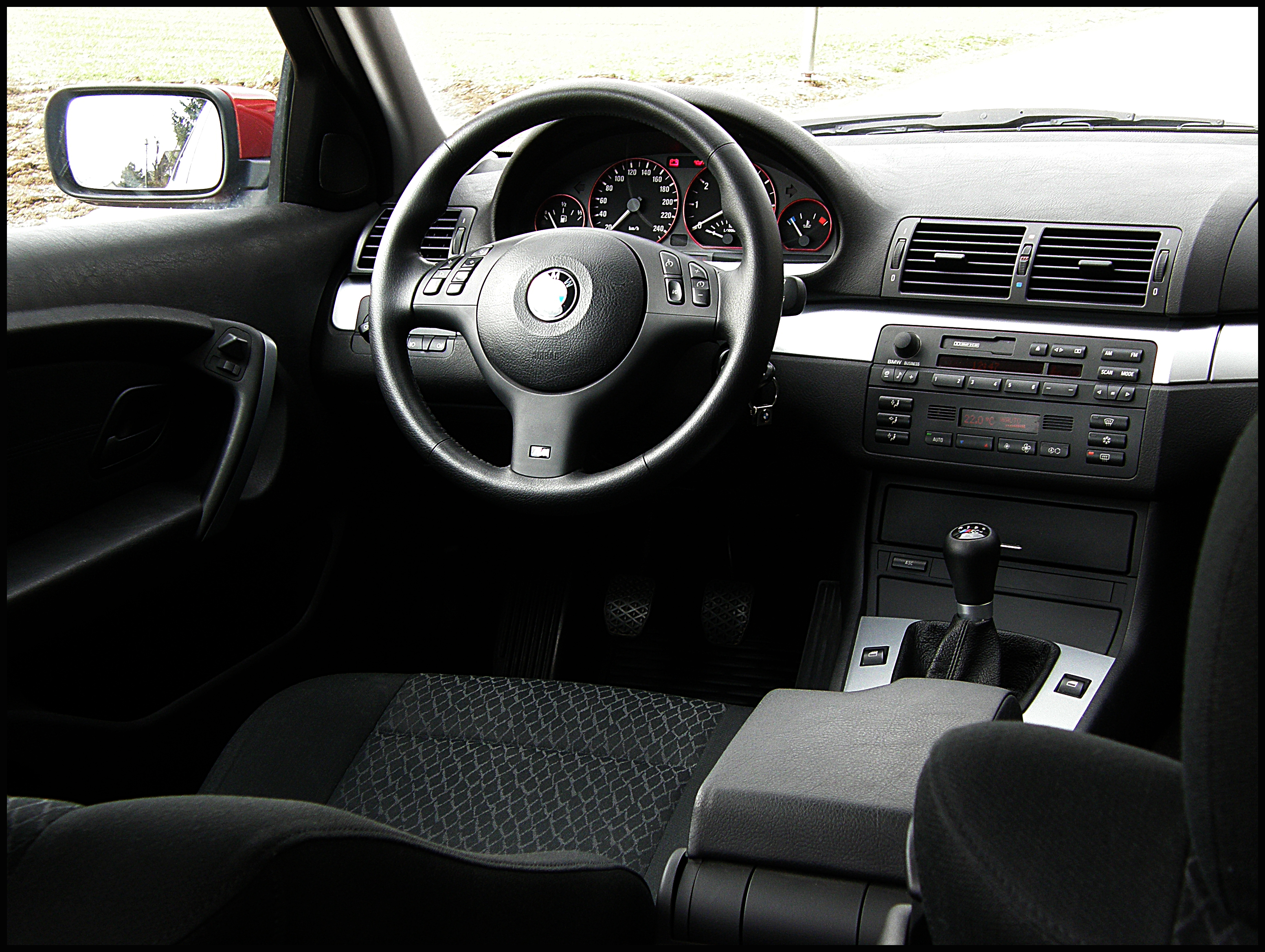
316ti 内装

1998年にセダン、2000年にツーリングとクーペがデビューした。サスペンションは、フロントは伝統の ストラット式サスペンションでリヤは先代のE36同様にセントラルアーム（マルチリンク式サスペンション）式である。316と318は4気筒モデルであり、320からが6気筒モデルとされた。車高を下げて専用サスペンションと内装、バンパーなどを装備したMスポーツモデルも後ほど設定された。
2000年に6気筒モデルのエンジンが新世代のM54系に刷新された。
2001年春には330iのみ若干の仕様変更が行われ、Mスポーツパッケージのエアロデザインが変更（後期のエアロを先行採用）された他、ステアリングギヤ比が13.7:1にクイック化された。同年夏にはその他のグレードでも新デザインのエアロが選択可能になった。
2002年にマイナーチェンジが行われた。セダンとツーリングのフロントマスクにフェイスリフトが行われ、ヘッドライト、バンパーなども新しいデザインとなり、シャシーもサスセッティングの見直しや330i以外のグレードのステアリングギヤ比の変更（15.4:1→13.7:1）などが行われた。316i（日本には316tiのみの導入）と318iはバルブトロニック機構エンジンに換装された。
2003年にクーペとカブリオレのマイナーチェンジが行われた。フェイスリフトを行い、ヘッドライト、バンパー、フェンダー、テールランプなどが新しくなった。後期の330iは、5速MT、5速SMG、5速ATが選べるというトランスミッションの選択肢が豊富なモデルであった。
2003年モデルからはE36以来の赤外線式キーレスエントリーシステムが電波式に変更され、トランク開錠機能が追加されたほか、キーデザインも変更された。

## ドライブトレイン
日本へは、316iと318i、330i以外はATのみが輸入された。海外では、325i、328i、330i、330dなどに5-6速のマニュアルミッションが用意された。ATは4速または5速のトランスミッションが採用され、一部のモデルでSMG（シングルクラッチのセミオートマトランスミッション）が搭載された。
| 外寸・ホイールベース | 外寸・ホイールベース | 外寸・ホイールベース | 外寸・ホイールベース | 外寸・ホイールベース |
| 外寸                 | 全長                 | 全幅                 | 全高                 | ホイールベース       |
| -------------------- | -------------------- | -------------------- | -------------------- | -------------------- |
| セダン               | 4,470mm              | 1,739mm              | 1,415mm              | 2,725mm              |
| クーペ               | 4,480mm              | 1,740mm              | 1,410mm              | 2,725mm              |
| ツーリング           | 4,490mm              | 1,755mm              | 1,370mm              | 2,725mm              |
| コンパクト           | 4,265mm              | 1,750mm              | 1,410mm              | 2,725mm              |

### E46コンパクト

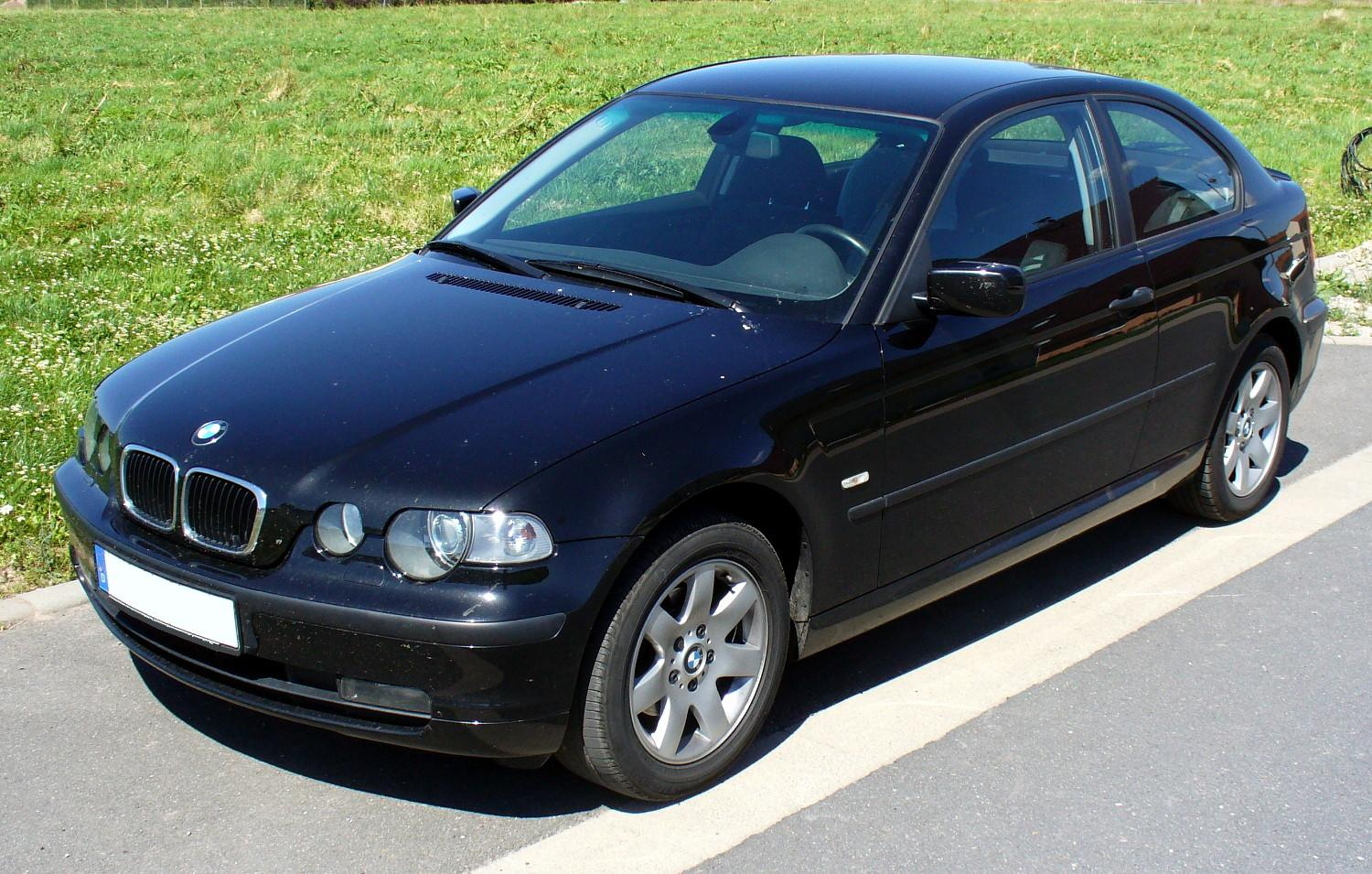
コンパクト 後期型（2003年 - 2004年）

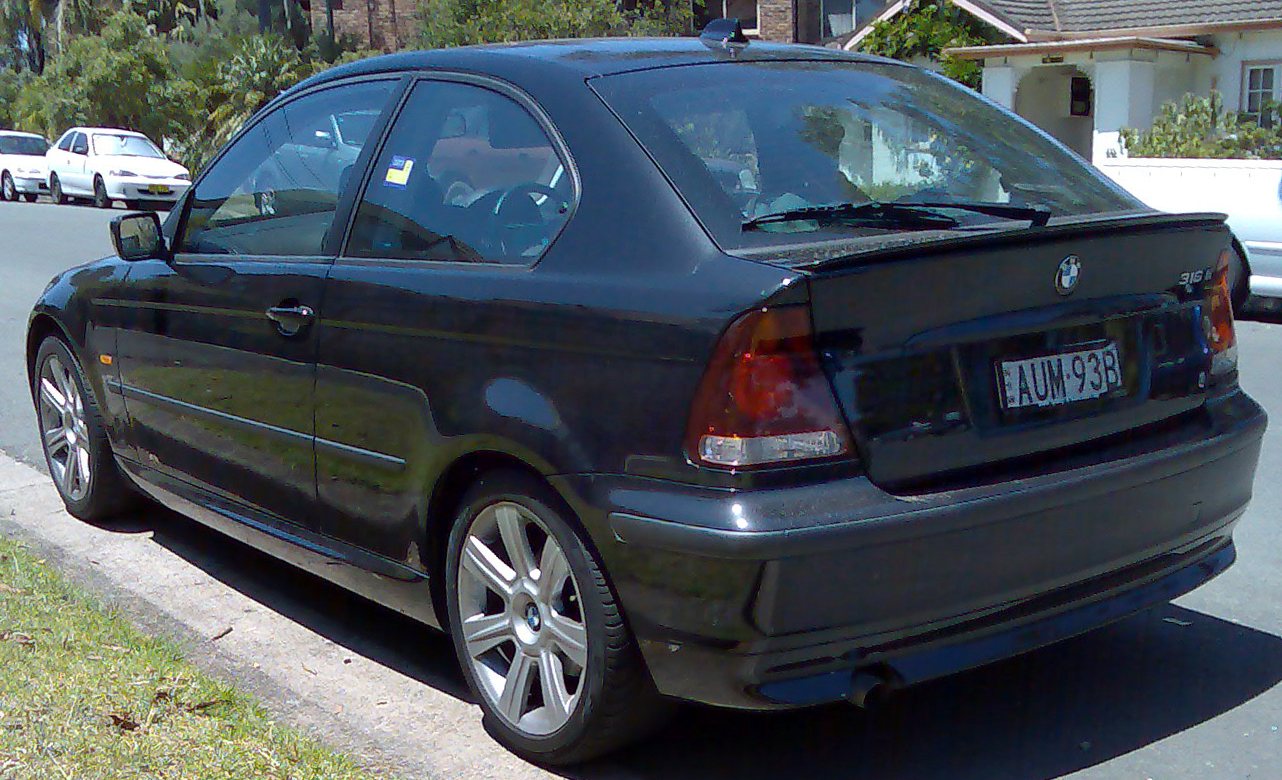
コンパクト 後期型（2003年 - 2004年）

先代同様3シリーズのボディ大型化と車両価格上昇に伴って、よりコンパクトでリーズナブルな価格の車種が必要となって生まれた小型ハッチバックモデル。E46/5はコンパクトのモデルコードである。
E46コンパクトは、E46型とシャシー・サスペンションを共有しており、先代E36コンパクトとは異なり正式にE46型の派生モデルとなった。ボディデザインはコンパクトモデルとして独自の意匠が施され、同じE46型でありながらフロントからリアに至るまでセダンやクーペモデルと異なったデザインをしている。
先代と同様に分類はCセグメント、かつ後輪駆動（FR）車となる。車型は3ドアハッチバックのみ。完全な2ボックス型ではなく、小さなトランクリッドのあるセミノッチバック（ノッチドハッチバック）である。
2001年1月
316ti、318ti、325ti、320tdが登場。
2003年5月
マイナーチェンジ。テールランプのデザイン変更が行われた。318tdを追加。そのほか順次搭載エンジンの変更が行われた。
2004年12月
1シリーズの登場によって、3シリーズコンパクトはその役割を終える。E46型では最も早い生産終了であった。
| グレード         | 製造年          | エンジン      | 排気量  | 最高出力       | 備考                              |
| ---------------- | --------------- | ------------- | ------- | -------------- | --------------------------------- |
| 316ti コンパクト | 2001年 - 2003年 | 直列4気筒DOHC | 1,796cc | 116馬力（DIN） | 316i（E46）に搭載されたN42B18搭載 |
| 316ti コンパクト | 2003年 - 2004年 | 直列4気筒DOHC | 1,796cc | 116馬力（DIN） | 316i（E46）に搭載されたN46B18搭載 |
| 318ti コンパクト | 2001年 - 2003年 | 直列4気筒DOHC | 1,995cc | 143馬力（DIN） | 318i（E46）に搭載されたN42B20搭載 |
| 318ti コンパクト | 2003年 - 2004年 | 直列4気筒DOHC | 1,995cc | 143馬力（DIN） | 318i（E46）に搭載されたN46B20搭載 |
| 325ti コンパクト | 2001年 - 2004年 | 直列6気筒DOHC | 2,494cc | 192馬力（DIN） | 325i（E46）に搭載されたM54B25搭載 |
| 318td コンパクト | 2003年 - 2003年 | 直列4気筒DOHC | 1,951cc | 116馬力（DIN） | ディーゼルM47D20搭載              |
| 318td コンパクト | 2003年 - 2004年 | 直列4気筒DOHC | 1,995cc | 116馬力（DIN） | ターボディーゼルM47TUD20搭載      |
| 320td コンパクト | 2001年 - 2004年 | 直列4気筒DOHC | 1,995cc | 150馬力（DIN） | ターボディーゼルM47TUD20搭載      |